# Beräkningsfysik
Med beräkningsfysik avses vetenskaplig forskning som strävar efter att lösa problem i fysik med hjälp av datorer. Beräkning kan betyda helt enkelt numerisk lösning av matematiska ekvationer som inte går enkelt att lösas analytiskt. Men med den enorma datorkapacitet som finns tillgänglig nuförtiden används beräkningar ofta till att försöka efterlikna fysikaliska processer såsom de sker i verkligheten, och därmed uppnå bättre förståelse om dem.
Beräkningsfysik kan anses vara en del av den teoretiska fysiken i och med att den baserar sig på någon matematisk ekvation eller algoritm, och ger resultat som efter jämförelse med experiment leder (i bästa fall) till bättre insikt om ett fenomen i naturen. Men å andra sidan är beräkningsfysikens arbetsmetoder ofta mycket olika de i rent matematisk teori, och därmed anser en del forskare att beräkningsfysik kunde anses vara en tredje huvudsaklig arbetsmetod inom fysiken, vid sidan om teoretisk och experimentell fysik. Givetvis är dock frågan om denna klassificering huvudsakligen semantisk.

Exempel på en datorsimulering i fysik: en s.k. molekyldynamisk simulering om hur en kopparatom landar på en kopparyta.

Beräkningsmetoder används nuförtiden i alla huvudgrenar av fysik, och i en del grenar som till exempel materialfysik görs största delen av den icke-experimentella forskningen med beräkningsmetoder. Trots att problemen som behandlas i beräkningsfysik därmed är så gott som lika varierande som själva fysiken, har området det gemensamt att algoritmer med samma grund används i en stor del av alla fysikområden. Till exempel används metoder baserade på Metropolis Monte Carlo-algoritmen förutom i en massa olika fysikområden, också inom kemin, matematiken, datavetenskap och t.om. ekonomi. Ursprungligen utvecklades algoritmen för att simulera hur ett system av hårda sfärer smälter.

På liknande sätt används ungefär samma grundalgoritm för att deterministiskt förutspå objekts rörelse under en känd växelverkningspotential inom astronomin för himlakroppar, och inom materialfysiken och kemin för atomer.